# Gronings-Zutphense Maerlanthandschrift
Het Gronings-Zutphense of Zutphens-Groningse Maerlanthandschrift is een verlucht verzamelhandschrift met Middelnederlandse teksten van Jacob van Maerlant. Het handschrift dankt zijn naam aan zijn laatste verblijfplaatsen en aan de opgenomen werken van Van Maerlant. Deze codex wordt gedateerd in de eerste helft van de veertiende eeuw. Tegenwoordig is het Maerlanthandschrift in het bezit van de Universiteitsbibliotheek Groningen onder het signatuur Hs 405 en behoort het tot de prachtstukken van Bijzondere Collecties.

## Omschrijving
Het Maerlanthandschrift is opgebouwd uit 235 folia van 315 × 210 mm. De folia van de codex zijn van velijn en zijn in katernen opgedeeld. Het handschrift is in 2011 gerestaureerd en heeft toentertijd een nieuwe halfleren band over houten platten gekregen. De vorige band betrof een zeventiende-eeuwse, blindgestempelde perkamenten band.
De folia van het handschrift zijn opgedeeld in twee kolommen met elk 40 tot 51 regels. Het Maerlanthandschrift is geschreven in het Middelnederlands en bevat veel abbreviaturen, waaronder suspensies. De tekst is geschreven in een Gotisch schrifttype, namelijk de littera textualis.
De codex bestaat uit een voorwerk met kalenders en uit teksten van Van Maerlant, waaronder de Rijmbijbel, enkele Maria-mirakelen uit de Spiegel Historiael en strofische gedichten van de Vlaamse dichter.

## Datering
Het Maerlanthandschrift wordt op basis van zijn voorwerk door veel onderzoekers gedateerd in 1339. De kalender die zich hier bevindt bevat namelijk tabellen van maan- en zoneclipsen vanaf respectievelijk 1340 en 1341 tot 1386 en een paastafel voor de jaren 1339 tot 1377. Strikt genomen geldt deze datering alleen voor het gedeelte van de codex waarin deze tabellen voorkomen, niet voor het gehele handschrift. Toch gaan de meeste onderzoekers er op basis van paleografisch en codicologisch onderzoek van uit dat het handschrift in één keer tot stand is gekomen.
Daartegenover staat het onderzoek van Jos Biemans. Biemans heeft geconstateerd dat het handschrift in verschillende fasen is geschreven. Het verschil in de lay-out tussen de codicologische eenheden zette hem op dit spoor. De kolommen in het oudste deel tellen consequent 51 regels, terwijl de kolommen in de toegevoegde delen telkens 48 regels tellen. Opvallend is dat de eerste vijf katernen (fol. 15-54) van de Rijmbijbel gelinieerd zijn voor 51 regels, waarvan er telkens maar 48 benut zijn. De kolommen in de katernen daarna (fol. 55-207) zijn steeds voor 48 regels gelinieerd. Verder doen de schriftkenmerken van het handschrift Biemans vermoeden dat bepaalde delen veel ouder zijn dan eerst gedacht werd. Alle delen van de codex vertonen namelijk schriftkenmerken die na de eerste decennia van de veertiende eeuw ongebruikelijk zijn geworden. Naar aanleiding van zijn onderzoek ziet Biemans het deel met de strofische gedichten van Van Maerlant (fol. 208-232) als het oudste deel van de codex, waarna respectievelijk het deel met onder andere de Rijmbijbel (fol. 15-207) en het voorwerk met de paasdata en de zon- en maaneclipsen zijn toegevoegd. Biemans dateert daarom alleen de codicologische eenheden waarin de tabellen voor de paasdata en de zon- en maaneclipsen voorkomen (fol. 5-14) rond 1339. Dit zou dus betekenen dat de rest van de codex voor 1339 is samengesteld.
| Oudste deel                                                                                              | Toevoeging                                                                            | Toevoeging |
| --- | ------------------------------------------------------------------------------------- | --- |
| Fol. 208-232                                                                                             | Fol. 15-207                                                                           | Voorwerk |
| Strofische gedichten en korte (berijmde) teksten.                                                        | Rijmbijbel, boek VII cap. 56-91 uit de Eerste Partie van de Spiegel Historiael.       | Tabel voor de paasdata en zon- en maaneclipsen.                                                                      |
| 51 regels                                                                                                | 48 regels                                                                             | 48 regels |
| Oorspronkelijk bevatte dit deel alleen simpele rode initialen. Later is er een gedeelte overgeschilderd. | De teksten zijn wat de lay-out betreft royaler van opzet dan die uit het oudste deel. | Lay-out wordt grotendeels bepaald door de tabellen. Alleen aan het slot van dit katern komt een berijmde tekst voor. |
| |                                                                                       | |

## Lokalisering
Aanvankelijk werd verondersteld dat het Maerlanthandschrift vervaardigd werd in de premonstratenzer abdij van Mariënweerd bij Beesd aan de Linge. In het voorwerk van de codex wordt namelijk verwezen naar de sterfdagen van personen uit een familie Van Zuylichem die in de geschiedenis van Mariënweerd een rol hebben gespeeld. In 1959 kwam Gerard Lieftinck met een andere hypothese. Volgens Lieftinck is de heiligenkalender te willekeurig samengesteld voor een klooster. Ook wijst het los ingevoegde blad (fol. 163) volgens hem op samenwerking tussen verschillende ateliers en is de thematiek van dit blad veeleer ridderlijk dan religieus van aard. Verder wijst het later toegevoegde wapen in de begininitiaal op fol. 15r volgens Lieftinck op herkomst uit een atelier. Bijgevolg ziet Lieftinck het Maerlanthandschrift als bestelwerk dat gemaakt is in een Brabants atelier waar men meer statige handschriften vervaardigde. Biemans acht het onwaarschijnlijk dat het handschrift het resultaat van één ontwerp is. Hij ziet de codex als een groeihandschrift dat mogelijk door één kopiist is vervaardigd. Biemans kan zich niet vinden in de bezwaren van Lieftinck wat betreft het Mariënklooster als ontstaansplaats. Volgens hem is het handschrift voor en/of door een Van Zuylichem gemaakt.

## Inhoud
Het Maerlanthandschrift bestaat uit een voorwerk met tabellen voor de paasdata en zon- en maaneclipsen. Het vaststellen van de indicaties over toepassing en gebruik van het kalendergedeelte in de codex is, in tegenstelling tot andere Middelnederlandse handschriften, problematisch. Volgens Lieftinck functioneerde het voorwerk als een attribuut dat simpelweg een mooi boek hoorde te openen. Jos Hermans was ervan overtuigd dat het nauwelijks een rol speelde. Biemans constateerde dat het om een liturgische kalender gaat. Joris Reynaert acht dit mogelijk, maar denkt niet dat de hoofdfunctie van de kalender liturgisch was. Volgens Reynaert heeft de kalender namelijk te veel astrologische toevoegingen, waardoor het in essentie afwijkt van een typisch liturgische kalender. Daarnaast is de kolom met feest- en heiligendagen tot het minimale gereduceerd. Ook dit is atypisch voor een liturgische kalender. Hij ziet de codex daarom als een ‘kruistocht-boek’, dat zijn gebruiker(s) tot een kruistocht moest oproepen.
Verder bevat de codex enkele teksten van Van Maerlant. De werken in het handschrift karakteriseren zich als religieus met een grote voorkeur voor de Bijbelse geschiedenis, Maria, het lijden van Christus en de kruistochten. Het gaat om de volgende werken:
- De Rijmbijbel
- Boek VII cap. 56-91 uit de Eerste Partie van de Spiegel Historiael
- Een disputacie van onser vrouwen ende van den heilighen cruce
- Van den vijf vrouden
- Van ons heren wonden
- Die clausule vander bible
- De Derde Martijn
- De Eerste Martijn
- Van de lande van overzee

De Rijmbijbel van Van Maerlant is een vertaling en bewerking van de Historia scholastica van Petrus Comestor. De Rijmbijbel bestaat uit het Oude Testament, het Nieuwe Testament en de Wrake van Jeruzalem (vertelling over de verwoesting van Jeruzalem door de Romeinen). Het was vanaf 1271 bijna een eeuw lang een van de weinige boeken waarin mensen die geen Latijn kenden, de geschiedenis van het Oude Testament in het Nederlands konden lezen.
Met de Spiegel Historiael stelde Van Maerlant zich tot doel de gehele wereldgeschiedenis te beschrijven. Dit werk bestaat uit vijf delen, die weer in hoofdstukken en paragrafen zijn onderverdeeld. De Spiegel Historiael is gebaseerd op de Speculum Historiale van Vincentius van Beauvais. Van Maerlant was de eerste schrijver die in de volkstaal een dergelijke, veelomvattende materie in een zo omvangrijk werk had beschreven.

## Kopiisten
Er bestaat geen consensus over het aantal kopiisten dat aan het Maerlanthandschrift zou hebben gewerkt. Bij dit soort onderzoek is het vaak lastig om harde bewijzen te leveren. Het recente onderzoek van Biemans laat zien dat er ten minste drie handen onderscheiden kunnen worden:
- Hand-A: fol. 208r-212r
- Hand-B: fol. 2r-3r, waarschijnlijk fol. 4r-207v en fol. 212v-232v
- Hand-C: fol. 233r-234r en vermoedelijk 3v

Het schrift van hand-B karakteriseert zich als fors en fraai. Ook kan er bij deze hand een gebrek aan vormvastheid bij enkele lettervormen (waaronder bij de ‘z’, ‘g’, ‘d’) worden vastgesteld. Hand-B plaatst daarnaast vaak zeer dunne haarlijntjes aan diverse letters, ook hierbij kan een gebrek aan vormvastheid worden vastgesteld. Het schrift van hand-A is kleiner dan dat van B. Hand-A schreef daarnaast met een smallere pen. Ook vertonen bepaalde letters een andere schrijfbeweging. Er bestaan daarentegen ook overeenkomsten tussen deze twee handen. Zo komt er bij hand-A en hand-B eenzelfde soort ‘d’ voor, zien we vergelijkbare woordverbindingen en eindigt de kopiist een aantal teksten met het woord ‘amen’ waarbij voor de laatste letter van dit woord de ouderwetse kapitaalvorm is gebruikt. De verschillen tussen deze twee handen kunnen volgens Biemans verklaard worden doordat niet alle delen van het handschrift genoeg ruimte overlaten, waardoor er soms dus op een andere (kleinere) manier moest worden geschreven. Ook zou een verschillende pen het een en ander kunnen verklaren. Hand-C vertoont ten slotte ook overeenkomsten met hand-B. De rubricatie, subscripte toevoegingen bij bepaalde letters en wederom het woordje ‘AmeN’ aan het slot van bepaalde teksten zien we bij beide handen op vergelijkbare manieren terugkomen. Volgens Biemans kan het daarom ook om één en dezelfde persoon gaan die meerdere jaren over het kopiëren van de teksten heeft gedaan. Schrijfervaring zou in dat geval verklaren waarom de schriftkarakteristieken binnen de codex verschillen.

## Verluchting
Het Maerlanthandschrift is rijk verlucht. De codex bevat enkele tekeningen van zons- en maansverduisteringen, een initiaal met een heraldische leeuw, een kolombrede miniatuur met een margedecoratie bij de opening van de Rijmbijbel en een ingevoegde volbladminiatuur bij de Wrake van Jeruzalem. Verder bevat het handschrift rijkversierde begininitialen, rode en blauwe initialen met contrasterend penwerk en randversieringen.

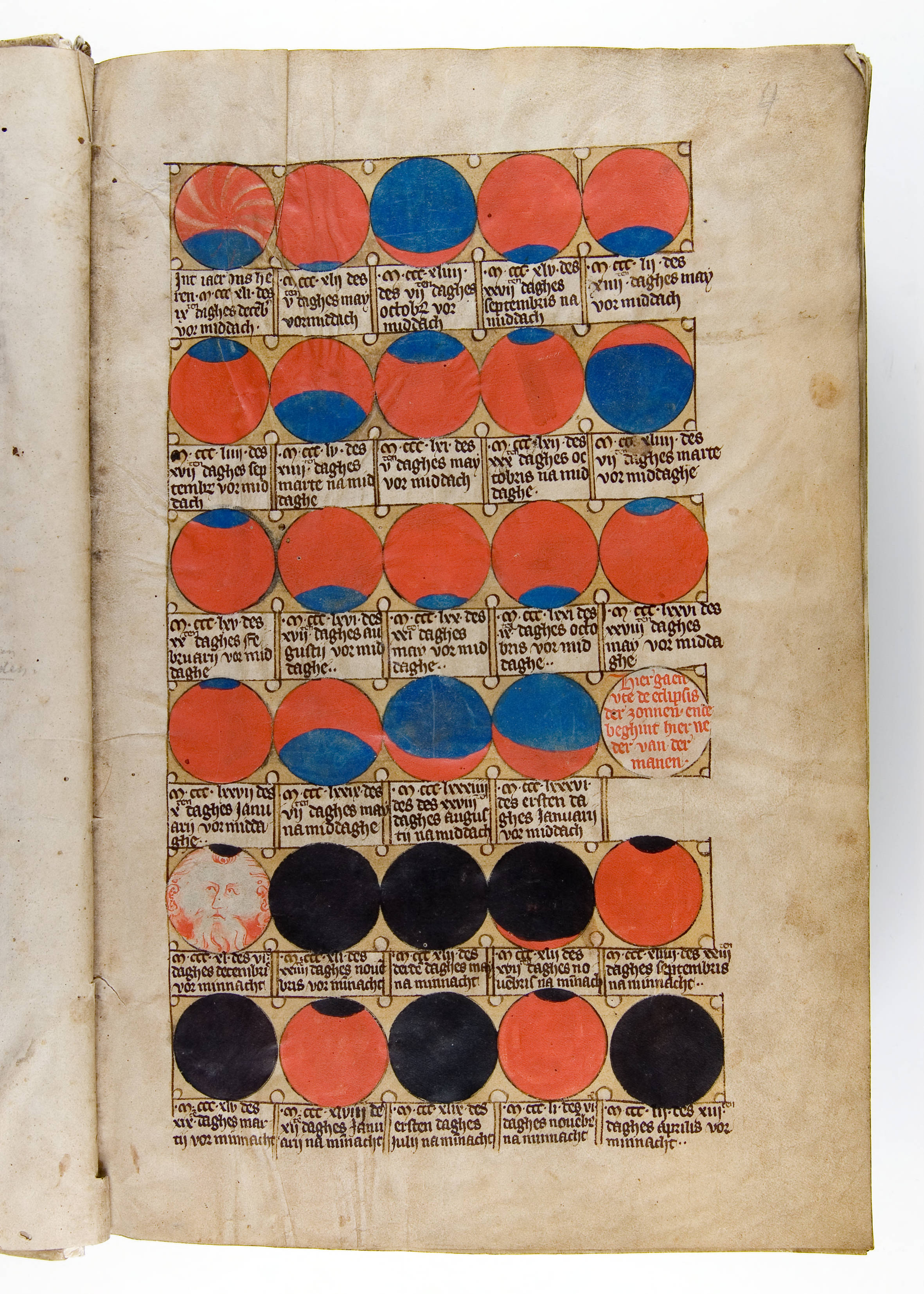
Afbeelding van zons- en maansverduisteringen, fol. 4r

Aan het begin van de Rijmbijbel staat een kolombrede miniatuur met daarop een tronende en zegenende God afgebeeld. Ditzelfde thema vindt men ook terug in andere Rijmbijbel-handschriften uit de veertiende eeuw, bijvoorbeeld in de Meermanno Rijmbijbel (Rijksmuseum Meermanno-Westreenianum, 10 B 21) en de Berlijnse Rijmbijbel (Staatsbibliothek der Stiftung Preussischer Kulturbesitz, Germ. fol. 622).

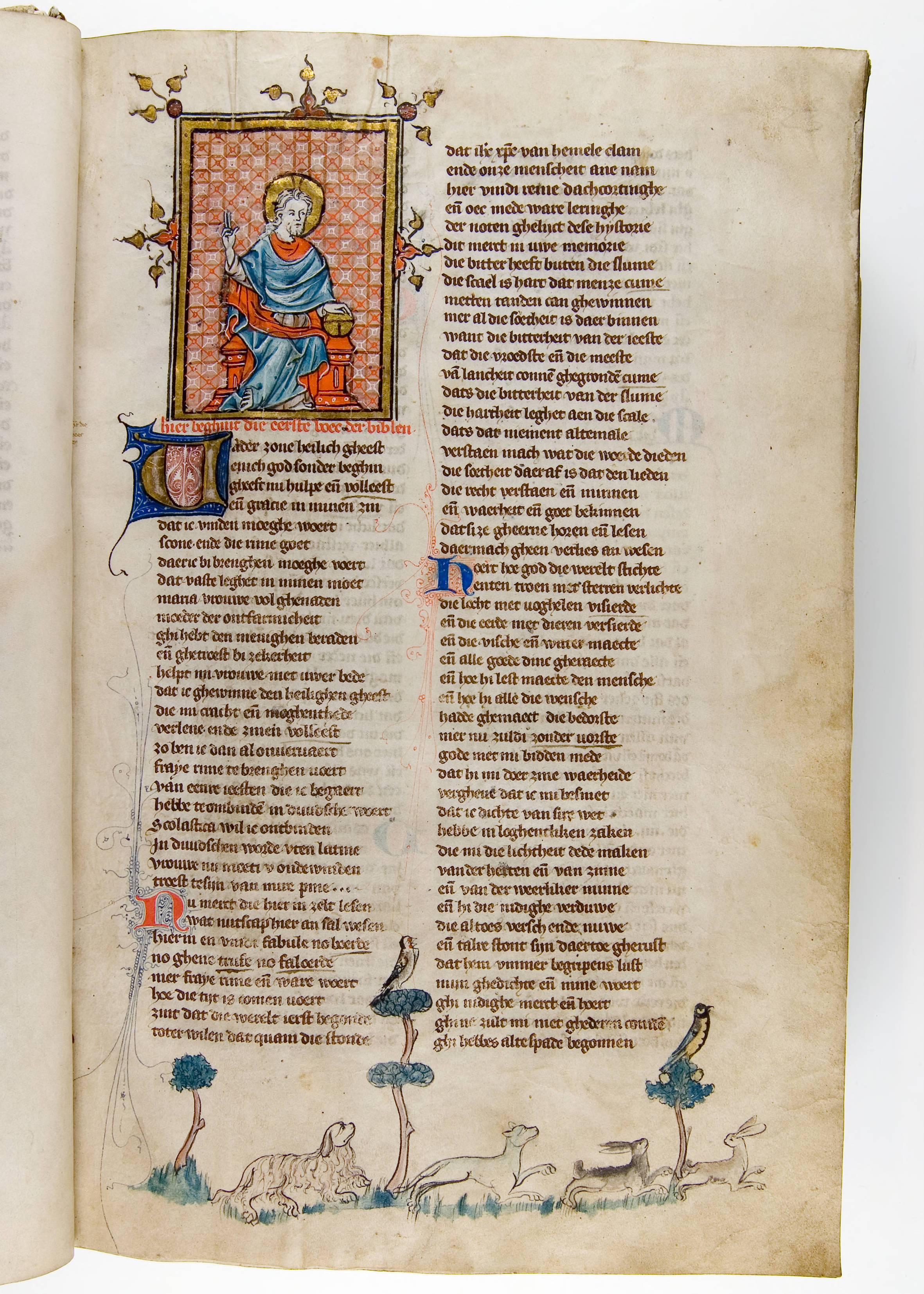
Opening van de Rijmbijbel met een kolombrede miniatuur van een tronende God, een jachtscène in de ondermarge en blauwe en rode initialen voorzien van contrasterend penwerk, fol. 23r

In de ondermarge van dit folium achtervolgen twee honden twee hazen. Ook in andere handschriften met Van Maerlants werk komen we dergelijke randversieringen tegen, bijvoorbeeld in de Meermanno Rijmbijbel en in de Londense Nature der Bloeme (British Library, Add. 11390). Opmerkelijk aan deze afbeelding is dat de achterste hond een langharige vacht heeft. Dit is hoogst ongebruikelijk in jachtscènes op hazen.
De Wrake van Jeruzalem opent met een volbladminiatuur die de belegering van een stad door een gekroonde legeraanvoerder en twee ridders te paard toont. Vergelijkbare miniaturen zijn te vinden in de Brusselse Rijmbijbel (K.B. Albert I, 15001) en de Meermanno Rijmbijbel. De miniatuur in het Maerlanthandschrift verschilt daarentegen van andere codices in complexiteit. Daarnaast is dit volbladminiatuur leger dan gewoonlijk. Onderzoekers denken daarom dat deze afbeelding gebaseerd is op een kleiner exemplaar dat opgeblazen (en gekanteld) diende te worden. In dit geval had de miniaturist wellicht moeite met het opvullen van de extra vrijgekomen ruimte.

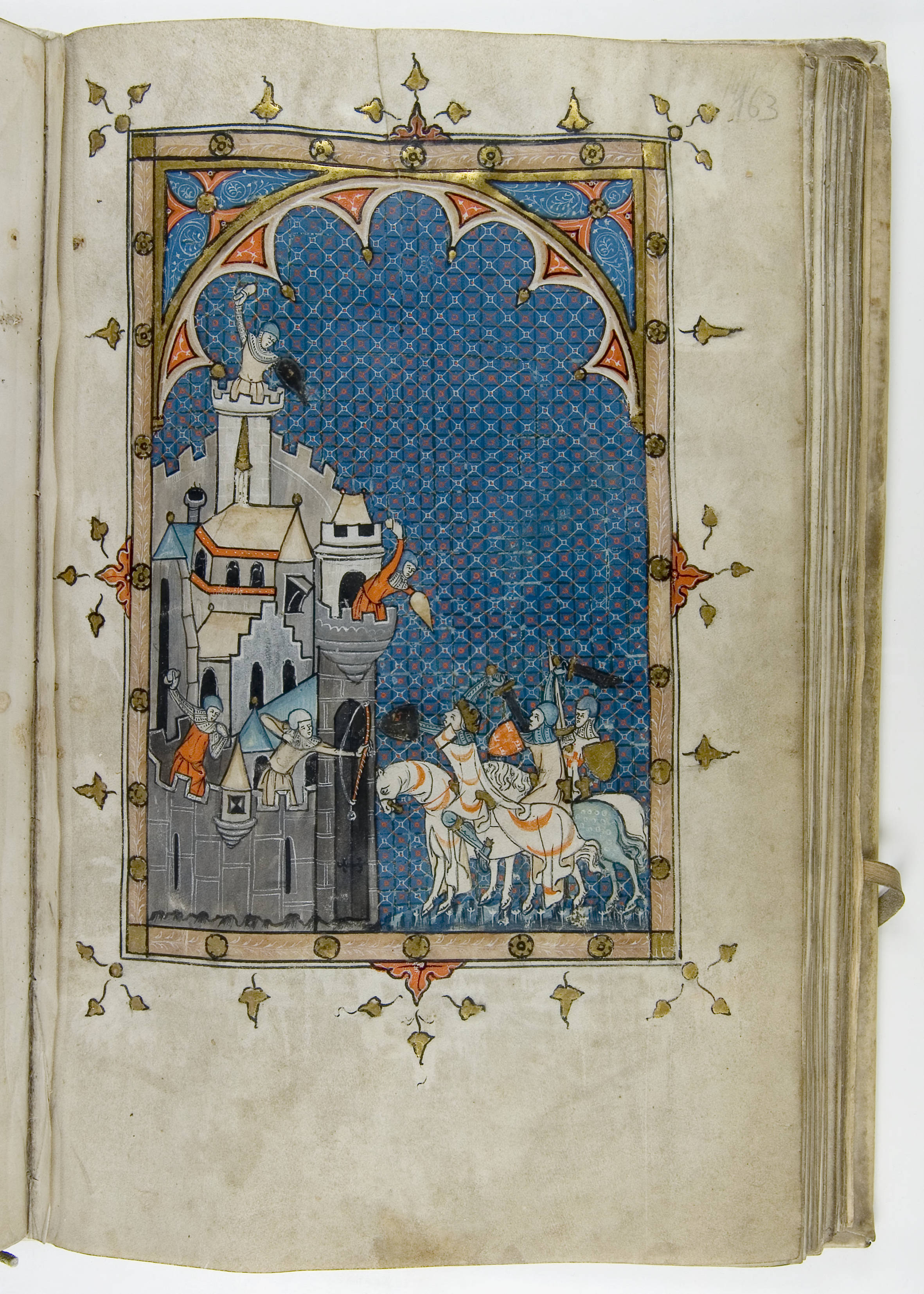
Volbladminiatuur bij de Wrake van Jeruzalem, fol. 163r

De begininitiaal op fol. 15r bevat mogelijk een wapen. Lieftinck identificeert de naar rechts kijkende leeuw als het blazoen dat de Gelderse hertogen voerden tussen 1339 en 1371. Al merkte Hermans op dat de leeuw uit het Maerlanthandschrift de andere kant opkijkt dan de leeuw op de zegels in de periode 1339-1395 doet. Het wapen in het handschrift verschilt van alle wapens van de Gelderse hertogen uit de veertiende en vijftiende eeuw. Er is dus geen duidelijke een-op-eenrelatie tussen de verschillende wapens aangetroffen. Daarnaast is deze leeuw later ingeschilderd in de codex. Bovendien is hij geplaatst op een blauw veld met decoratieve ranken, wat tegen de regels van de heraldiek ingaat. Het toekennen van een betekenis aan deze leeuw is dus niet eenvoudig.

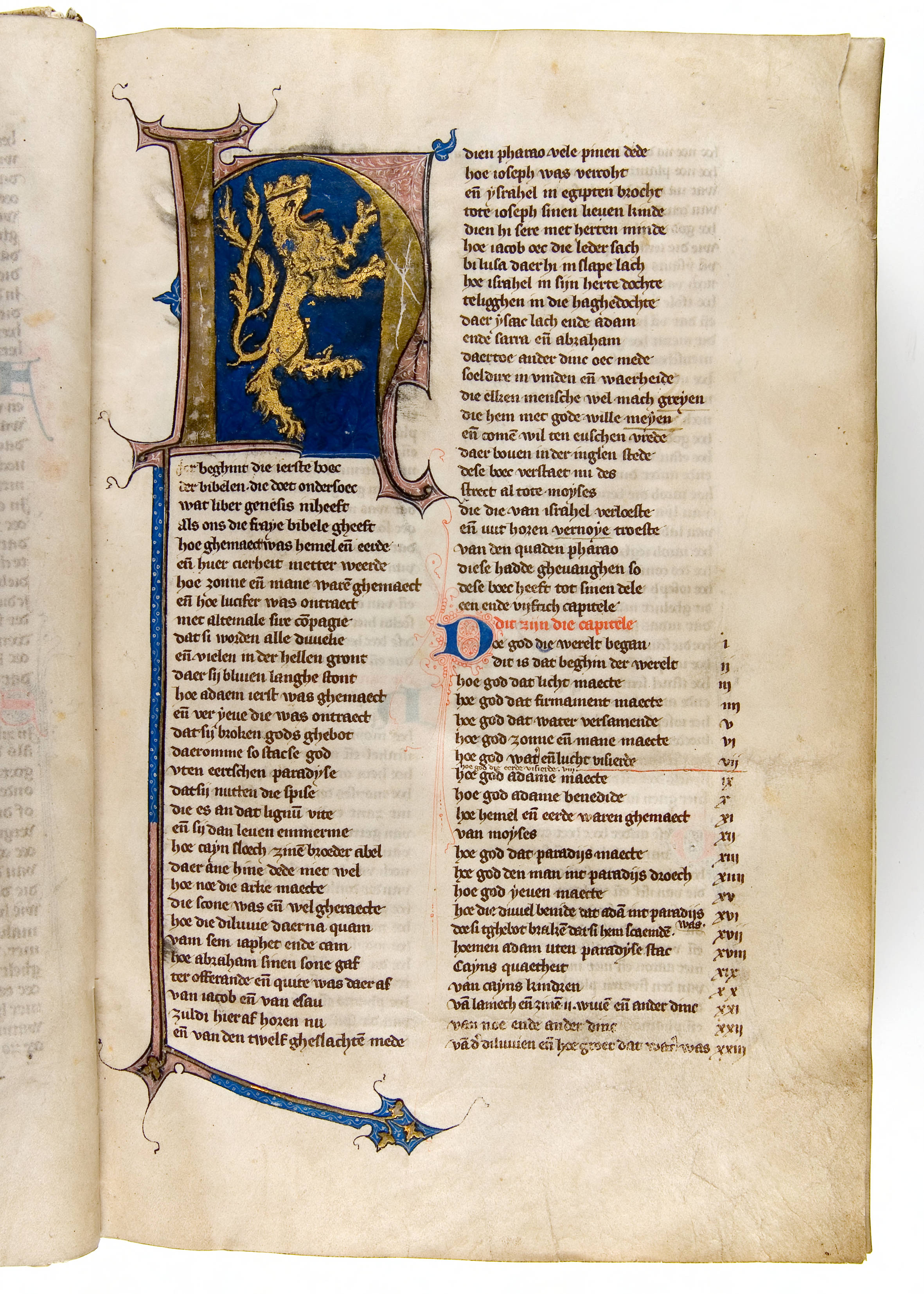
Begininitiaal van bladgoud, versierd met rode en blauwe inkt, fol. 15r

## Vernieuwingen en afwijkingen
In het oudste deel van het Maerlanthandschrift merkte Biemans dat de kleine, aanvankelijk rode sierletters in deze katernen gedeeltelijk zijn overgeschilderd met blauwe inkt. In plaats van een reeks rode letters, worden de rode letters afgewisseld door blauwe. Daarna is er ook nog contrasterend penwerk aangebracht. Na deze ontdekking zag Biemans dat de grotere rode initialen een andere vorm en uitvoering gekregen hadden. De simpele rode initialen werden vervangen door bladgouden letters op geschilderde velden, nadat men hier en daar geprobeerd had de rode initialen weg te werken. Dit wordt bijvoorbeeld duidelijk doordat de 'uitsteeksels' van de oorspronkelijk rode ‘V’ rechts van de nieuwe initiaal nog zichtbaar zijn. Op andere plekken in dit handschrift is rond de grote initialen soms een rossige gloed waarneembaar.

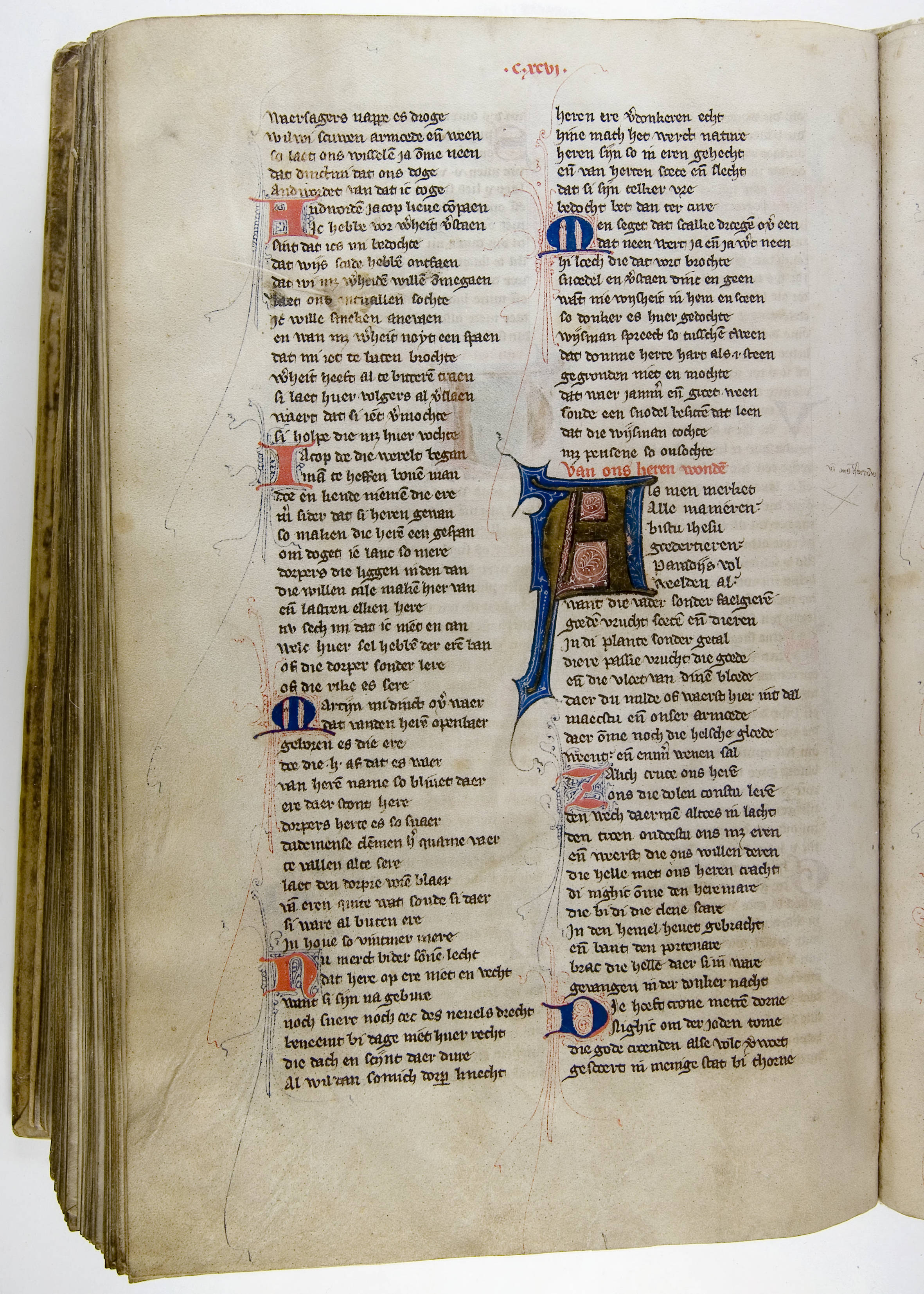
Vernieuwing in de decoratie (zie de 'D' rechtsonder): rode 'D' achter blauwe 'D', fol. 211v
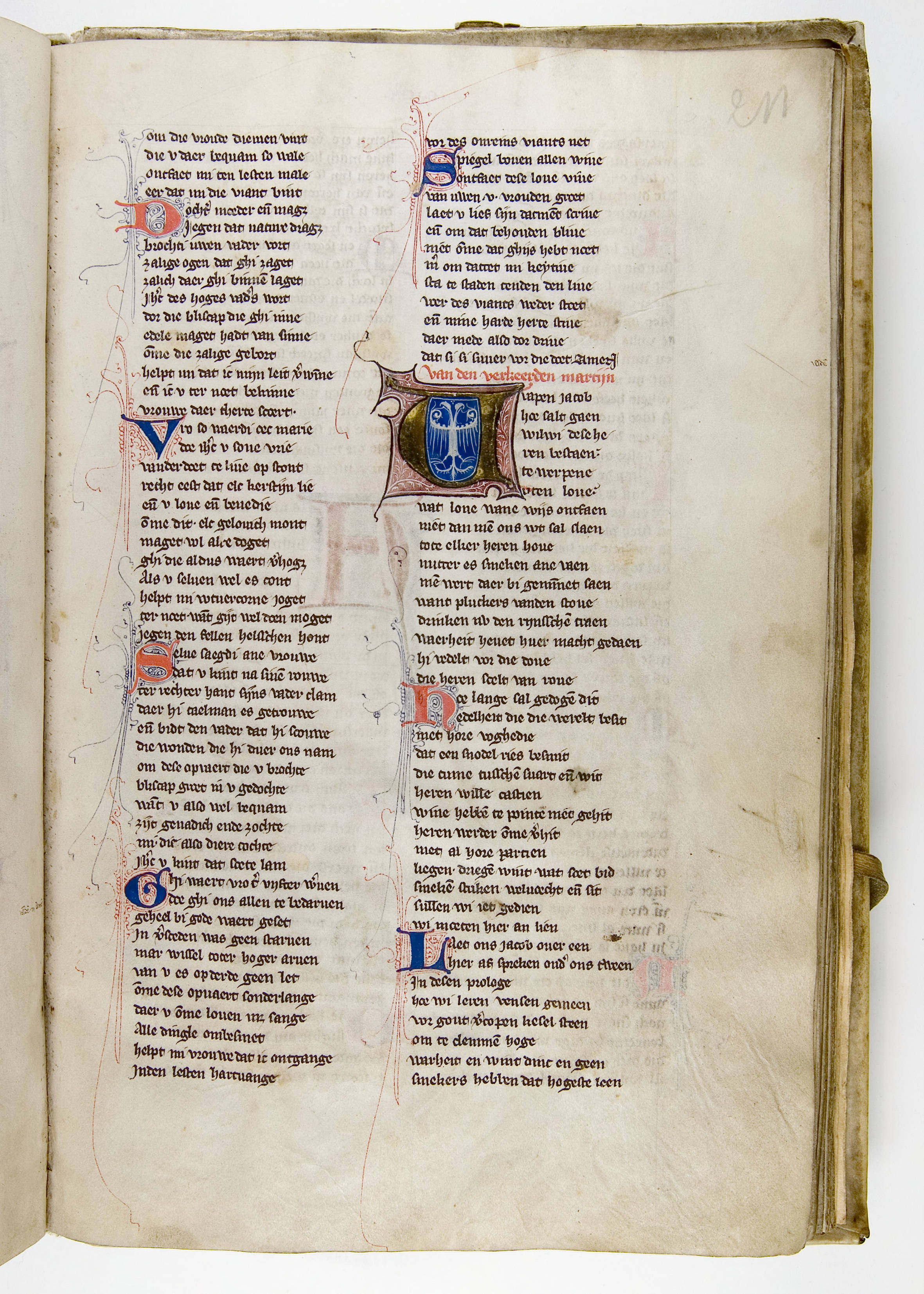
Vernieuwing in de decoratie (zie gouden initiaal in de rechterkolom): rechtsboven en -onder zijn de haakjes van de simpele rode initiaal nog gedeeltelijk zichtbaar, fol. 211r

Daarbij komt nog dat deze overschilderingen niet consistent zijn uitgevoerd, een fenomeen dat door voorgaande onderzoekers niet is opgemerkt. In de toegevoegde delen van het Maerlanthandschrift worden de intialen doorgaans, ofwel rood-blauw-blauw-rood, ofwel rood-blauw-rood-blauw uitgevoerd. Wanneer de initialen op (bijna) dezelfde hoogte staan, worden ze in dit deel van de codex doorgaans in een andere kleur uitgevoerd.

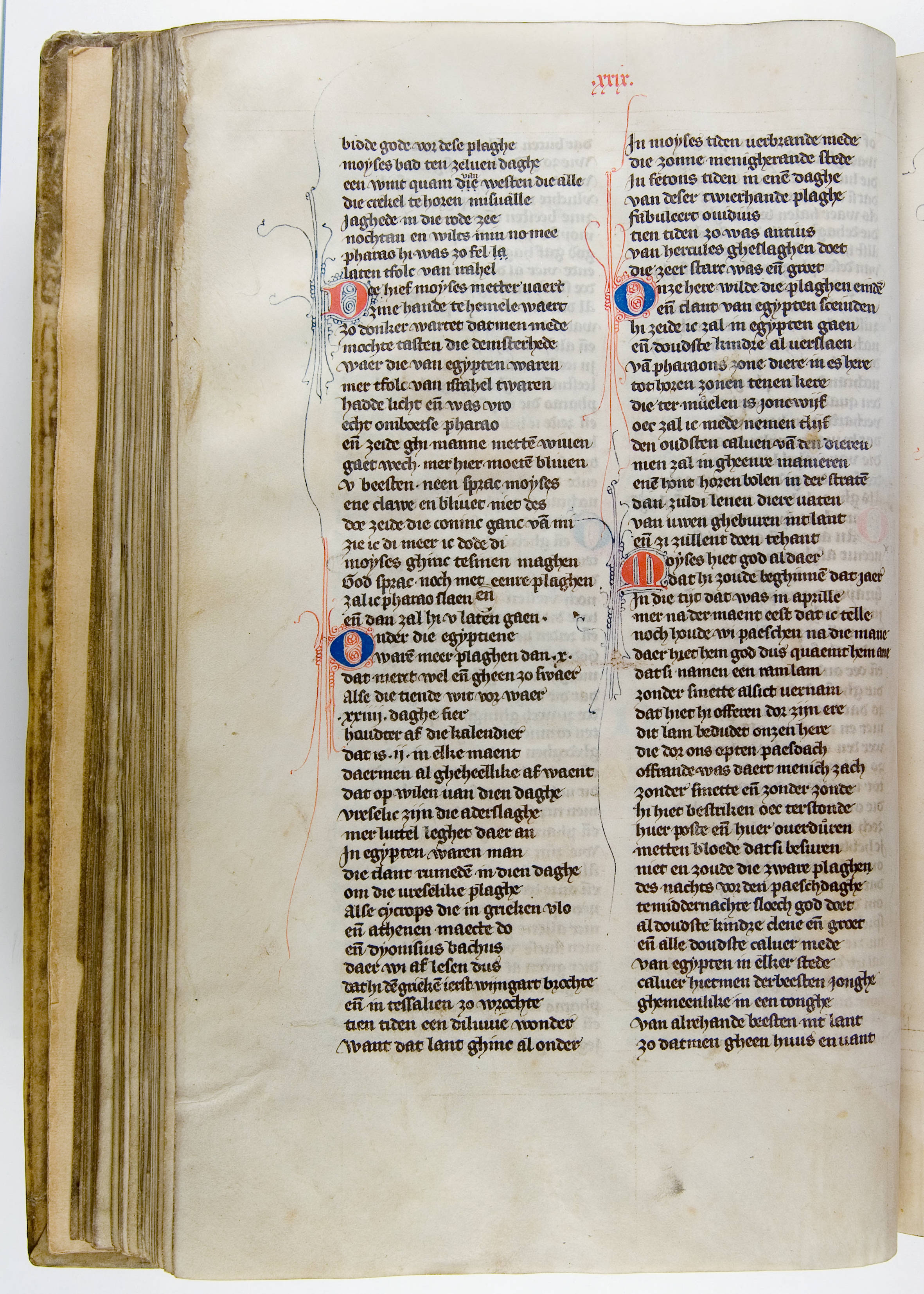
Rood-blauw-blauw-rood, fol. 43v
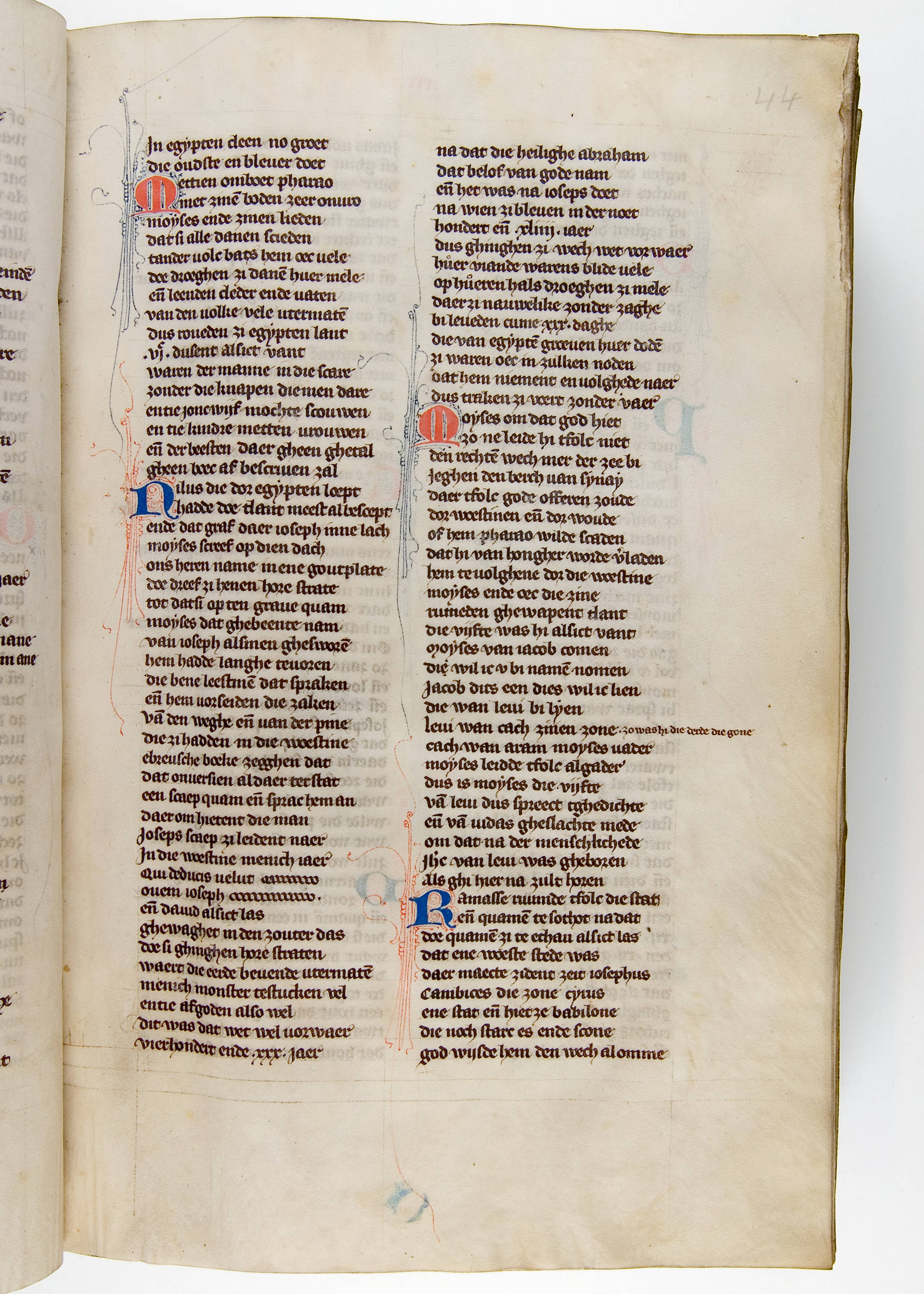
Rood-blauw-rood-blauw, fol. 44r

Het oudste deel bevat daarentegen enkele afwijkingen wat betreft de lay-out van de rode en blauw initialen. Op sommige folia komen namelijk initialen in dezelfde kleur naast of onder elkaar voor, dit fenomeen wordt in de toegevoegde delen doorgaans vermeden. Daarbij komen er in het oudste deel soms zelfs twee verschillende lay-outs naast elkaar voor.

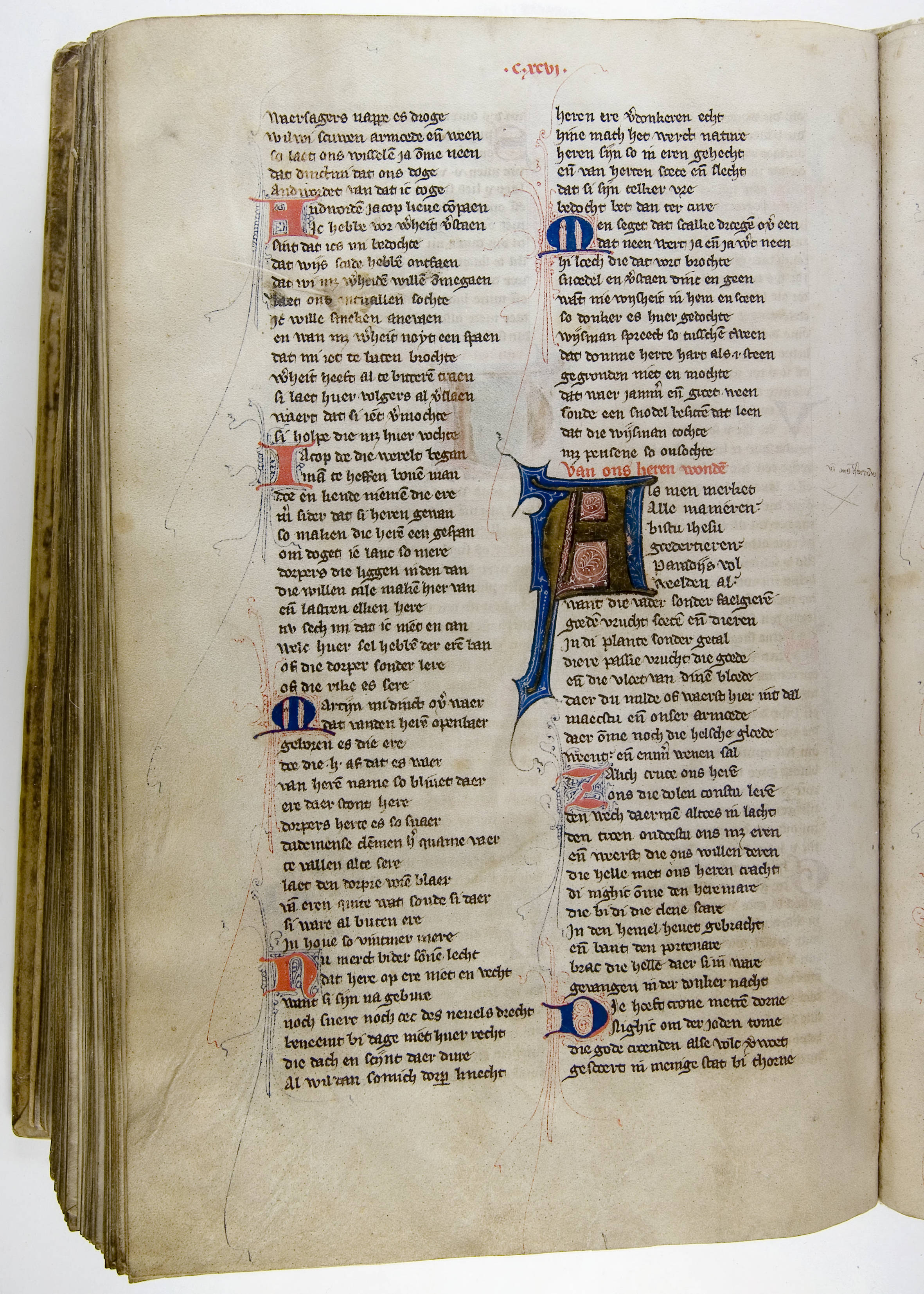
Twee keer rood achter elkaar, fol. 211v
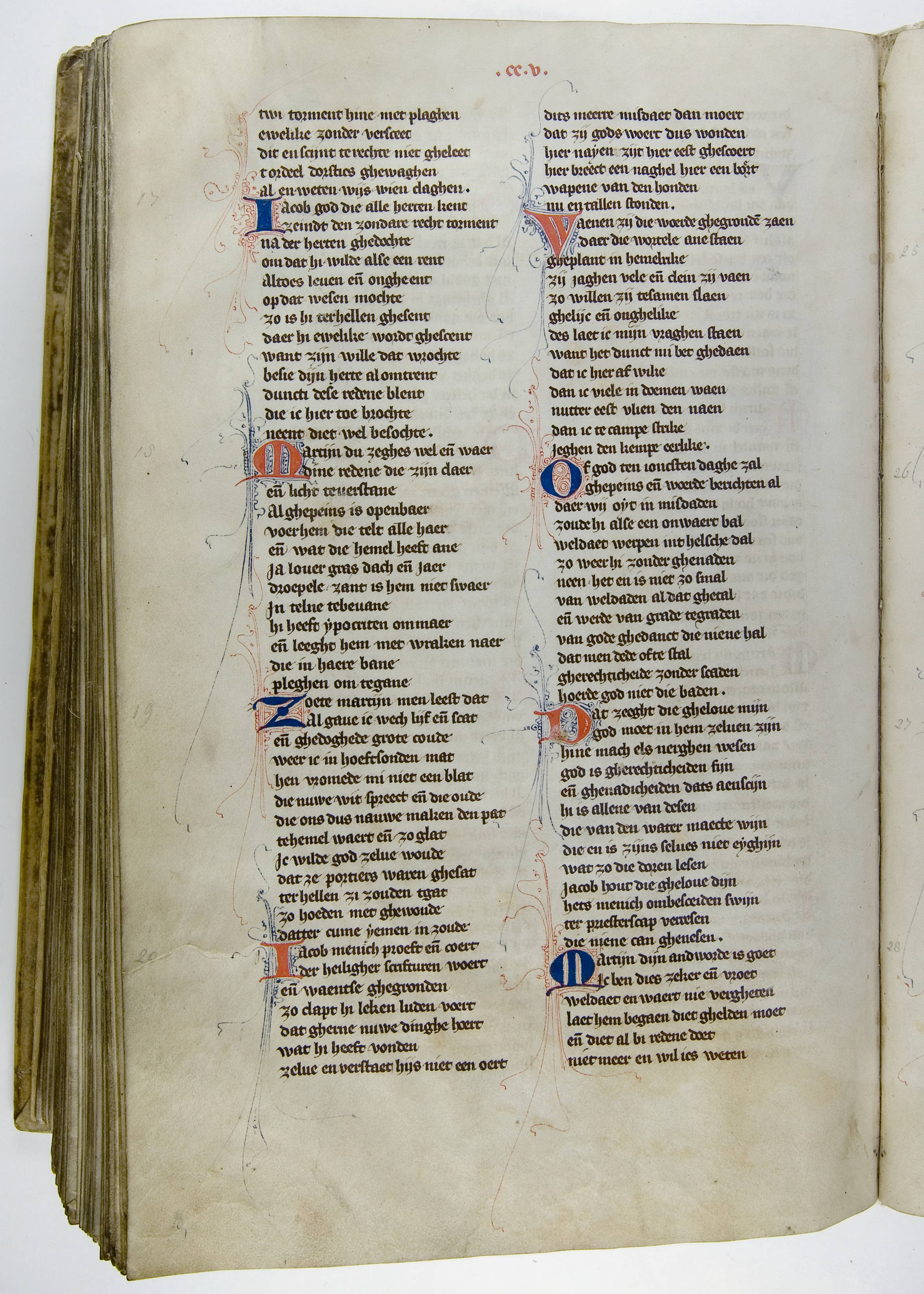
Verschillende opmaak op twee bladen die naast elkaar voorkomen (zie volgende afbeelding), fol. 220v
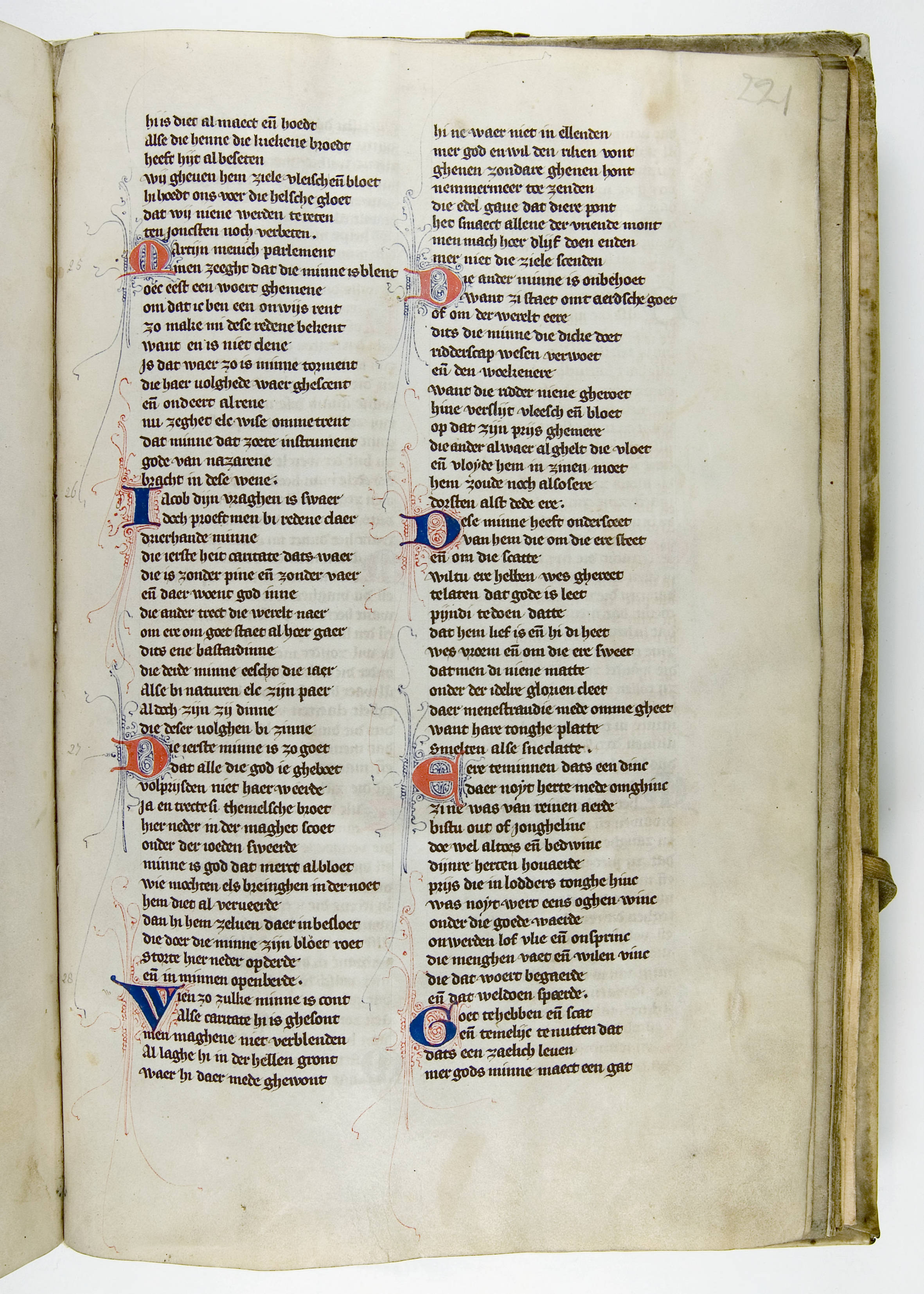
Verschillende opmaak op twee bladen die naast elkaar voorkomen (zie vorige afbeelding), fol. 221r

## Eigendomslijn
Er wordt gedacht dat Jacobus of Boudewijn van Zuylichem tot 1344 het Maerlanthandschrift in bezit had. In 1657 is het handschrift door Simon van Leeuwen aan zijn leermeester Jan van Woerden uit Gouda geschonken. Hierna is het in het bezit geweest van Albertus Bentes, schepen van Amsterdam. Op 24 april 1702 is de codex gekocht door Florentius de Bruin, predikant te Gorinchem, op de veiling van de bibliotheek van Bentes. Hierna ging de codex over op zijn zoon, de Amsterdamse predikant, Franco de Bruin, die het vervolgens weer naliet aan de medicus Isaac de Bruin uit Zutphen. Aan het begin van de negentiende eeuw was het handschrift uit de nalatenschap van De Bruin terechtgekomen bij A.C.W. Staring, dichter en literator. Na diens overlijden schonken zijn erfgenamen het in 1840 aan de Groningse hoogleraar B.H. Lulofs, die de codex na zou laten aan zijn huidige eigenaar: de Universiteitsbibliotheek Groningen.

## Studies
- G.I. Lieftinck, Problemen met betrekking tot het Zutphens-Groningse Maerlanthandschrift. Amsterdam: 1959.
- Jos M.M. Hermans, Het Gronings Zutphense Maerlanthandschrift. Groningen: 1979.
- Jos A.M. Biemans, ‘Het Gronings-Zutphense Maerlant-handschrift. Over de noodzakelijkheid der handschriftenkunde,’ in: Queeste 3 (1996).
- Martine Meuwese, Beeldend vertellen. De verluchte handschriften van Jacob van Maerlants Rijmbijbel en Spiegel Historiael. Leiden: 2001.
- Joris Reynaert, “Kalenders, astrologie, literatuur. De functie van het voorwerk in handschrift Groningen, UB, 405,” in Maar er is meer. Avontuurlijk lezen in de epiek van de lage landen,” in: Maar er is meer. Amsterdam: 2005.